# Uhrovec
Uhrovec (ungarisch Zayugróc) ist eine Gemeinde in der Nordwestslowakei, im Gebirge Strážovské vrchy. Sie liegt etwa 8 km von Bánovce nad Bebravou und 30 km von Trenčín entfernt.

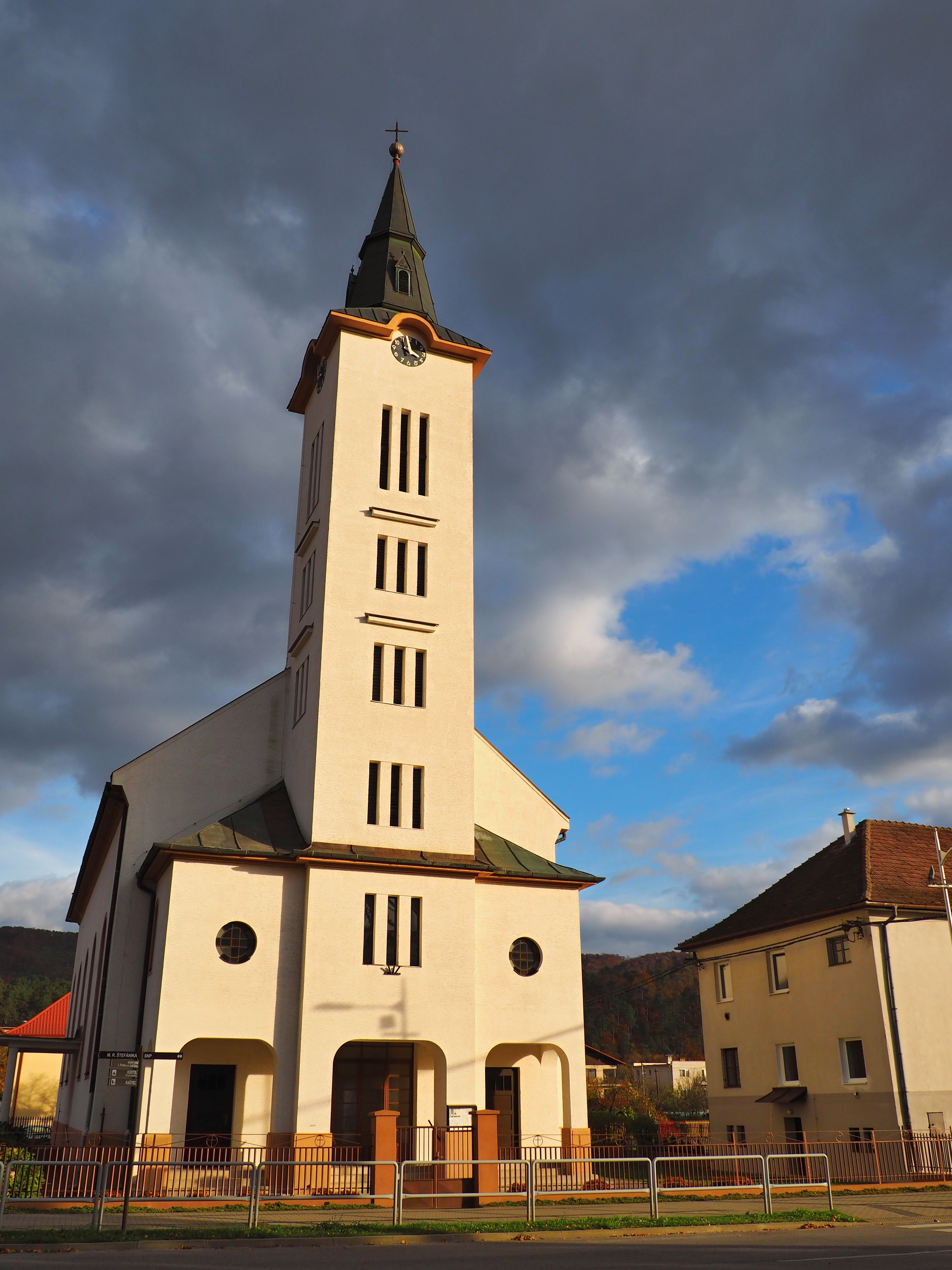
Evangelische Kirche

## Geschichte
Der Ort wurde 1258 zum ersten Mal schriftlich als Vgrovg erwähnt. Bis 1918 lag der Ort im Königreich Ungarn im Komitat Trentschin, danach kam er zur neu entstandenen Tschechoslowakei. Bis 1945 war ein Großteil des Ortes unter der Herrschaft der Familie Zay, diese gab auch einem Ortsteil seinen ungarischen Namen. Die Einwohner waren hauptsächlich in der Landwirtschaft, im Weinanbau, in der Schäferei und auch im Fischfang beschäftigt. Mitte des 19. Jahrhunderts entstand auch ein Holzwerk im Ort, dieses existiert als Drevovýrobu s.r.o. bis heute, die Glasindustrie, welche zeitweise der Firma J. Schreiber & Neffen gehörte, ist aber nicht mehr existent.
1968 wurde das weiter südlich gelegene Dorf Látkovce eingemeindet.

## Bevölkerung
| Jahr                | 1994 | 2004    | 2014    | 2024    |
| ------------------- | ---- | ------- | ------- | ------- |
| Anzahl der Personen | 1591 | 1478    | 1510    | 1522    |
| Unterschied         |      | −7,10 % | +2,16 % | +0,79 % |

| Jahr                | 2023 | 2024    |
| ------------------- | ---- | ------- |
| Anzahl der Personen | 1533 | 1522    |
| Unterschied         |      | −0,71 % |

## Sehenswürdigkeiten
- Kastell Uhrovec, 1613 im Renaissancestil erbaut
- evangelische Kirche von 1940
- Burg Uhrovec, im 13. Jahrhundert erbaut und in den Bergen östlich des Ortes gelegen

## Persönlichkeiten
- Ľudovít Štúr (1815–1856), Aktivist der slowakischen Nationalbewegung
- Alexander Dubček (1921–1992), Politiker
- Ladislav Szántó (1894–1974), slowakischer Philosoph
- Igor Kišš (* 1932), slowakischer evangelischer Theologe